# 千両箱

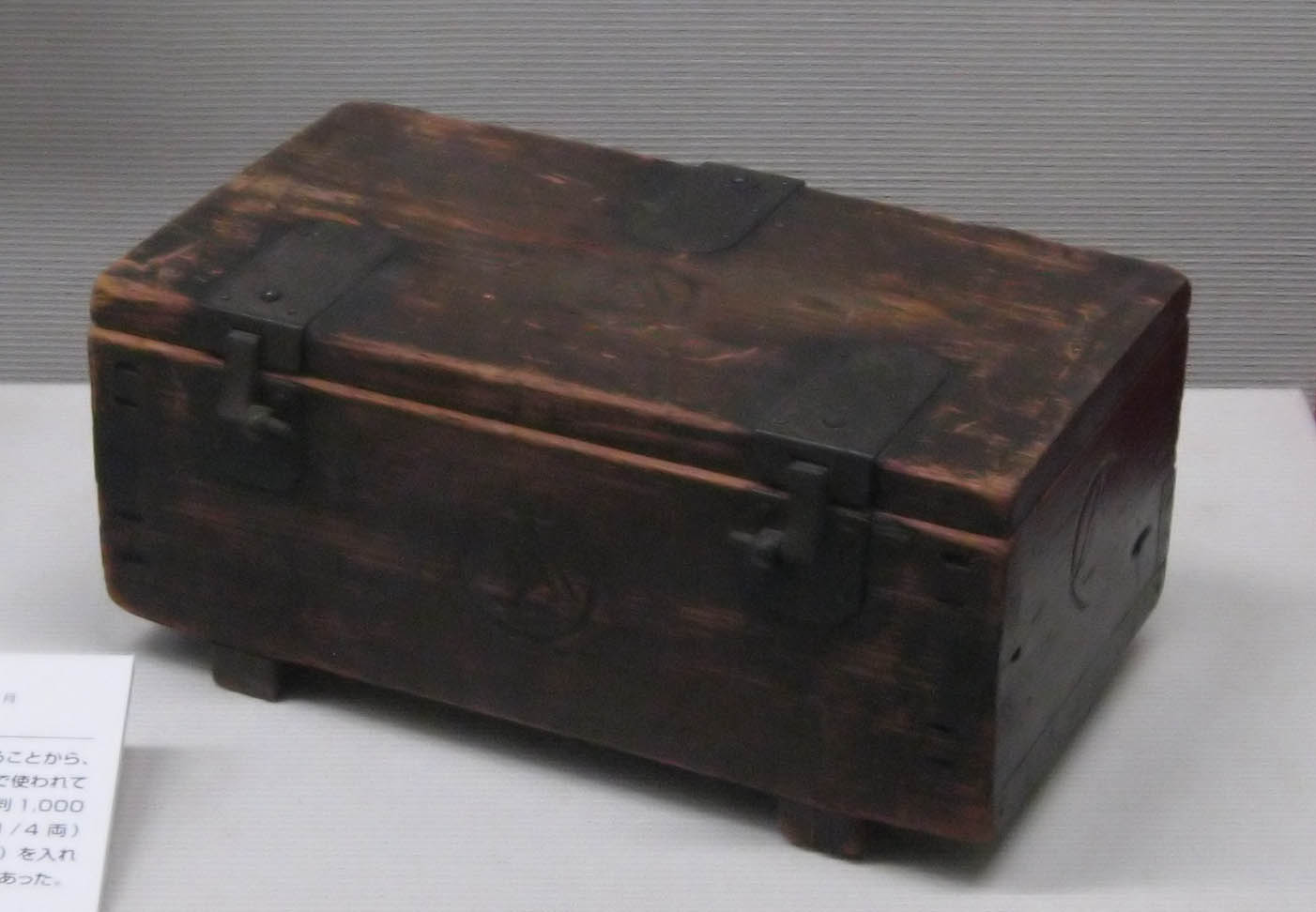
千両箱
大坂の豪商鴻池家で使われていたもの（大阪歴史博物館）

千両箱（せんりょうばこ）とは、江戸時代の日本において大量の小判を貯蔵することを目的とした箱。

## 概要
その名の通り千両の貨幣を収納することを目的とした箱で、小判あるいは一分金の包塊（25両）が40個分収納可能であった。1854年頃からは二分金用の千両箱や大判が収納可能なタイプも使用されるようになっている。また、派生として五千両箱や万両箱なども作られ、使用された。
用材としてはヒノキや樫の木が用いられ、角を帯包といわれる鉄板などで補強しているものが多く見られる。南京錠によって施錠することができるタイプも存在した。大きさも様々であるが、千両が収納できる一般的なタイプの箱の大きさは縦40cm、横14.5cm、深さ12.3cm。

## 伝説
テレビの時代劇などで鼠小僧のような泥棒が逃亡する際に千両箱を脇に抱えながら屋根上を飛び移るシーンがあるが、実際に1000両分の小判が入った千両箱の重さは20kg以上になることもあるため、脇に抱えて走ったり飛んだりしながら逃亡するのは困難である。
なお、東京都墨田区にある江戸東京博物館や大阪市北区にある造幣博物館には、実物と同じ重さの千両箱を実際に持ち上げることができる体験コーナーがある。

## 現代の千両箱
現代においても、金の地金（インゴット）や地金型金貨を貯蔵する箱が「千両箱」として貴金属商社などから販売されている（購入者に無料でプレゼントすることもある）。江戸時代の千両箱を模しており、日本円に換算して数百万円 - 数千万円の価値があるものを貯蔵することができる。
またパチンコ店においても、遊技客が獲得したパチンコ玉やコイン（メダル）を収納する目的で作られた「千両箱」と印刷されている木製の箱がある。中には玉やコインを直接収納するか、玉箱を丸ごと収納する（移し替えるときの玉こぼれを防ぐため）。これは貯蔵を目的としたものではなく大量の出玉を来店客にアピールすることを目的としているため、蓋がなく中身が直接見えるようになっている。